# سربازان بهشت
سربازان بهشت (به عربی: جند السماء‎) یک فرقه مذهبی شیعه و مسلح است که توسط (احمد کاظم کرعاوی بصری (ضیاء کرعاوی) معروف به ضیا عبدالزهرا کاظم و سامر بوقمره (کاظم عبد الزهره) تأسیس شد. گفته می‌شود این گروه حمله‌ای را به نجف در سال (۲۰۰۷) طرح‌ریزی کرده بود اما پیش از شروع کشف و خنثی شد. در این عملیات رهبر فرقه جند السماء کشته شد. نام این فرقه در درگیری‌های سال ۲۰۰۸ بصره و ناصریه که از سوی فرقه احمد الحسن ایجاد شد نیز در رسانه‌های غربی مطرح شد. این گروه مجدداً تحرکاتی را در سال ۱۳۹۱ شروع کرده است.
در جریان حمله نیروهای امنیتی و نظامی عراق به محل این فرقه در سال ۲۰۰۷ در منطقه «الزرکه» نجف ۲۲۰ کشته و ۷۳۶نفر به ظن همکاری با این فرقه دستگیر شدند. پس از این حمله مدیر مرکز فرماندهی نیروهای ملی عراق وابسته به وزارت کشور مدعی ارتباط این گروه با نخست‌وزیر سابق عراق ایاد علاوی شد.